# Кинг, Диана
Диана Кинг (англ. Diana King, род. 8 ноября, 1970) — ямайская певица и автор песен. Её музыкальное направление — смесь регги, регги фьюжн и дэнсхолл. Родилась в семье индоямайской матери и афроямайца. Наибольшую известность ей принёс сингл 1995 года «Shy Guy» и кавер песни «I Say a Little Prayer», который звучал в саундтреке к фильму «Свадьба моего лучшего друга».

## Карьера
В 1994 году Кинг принимала участие в песне The Notorious B.I.G. «Respect» из его альбома «Ready to Die». Затем она подписала контракт с звукозаписывающей компанией Sony Music. Её первым релизом стал ремейк песни Боба Марли «Stir It Up» (#53 R&B) для саундтрека к фильму «Крутые виражи».
В 1995 году был выпущен следующий сингл — «Shy Guy», который был написан совместно с Кингсли Гарднером и Энди Марвелом. Песня, на написание которой у них ушло всего 10 минут, стала хитом, достигнув 13-го места в Billboard Hot 100, а RIAA присвоила ей золотой статус. Сингл также занял 2-е место в хит-параде синглов Великобритании UK Singles Chart, а также достиг 1-го места в чарте European Hot 100 Singles, после чего был продан по всему миру тиражом почти пять миллионов копий. Японская радиостанция J-Wave назвала «Shy Guy» песней № 1 1995 года. В Великобритании сингл находился в топ-10 в течение семи недель. Он стал синглом к саундтреку к фильму 1995 года «Плохие парни», а также стал главным релизом её дебютного альбома Tougher Than Love, который был выпущен 25 апреля 1995 года.
Альбом занял первое место в чарте Billboard Reggae, 85 место в R&B и 179 место в чартах Billboard 200. В том же году вышли два последующих сингла «Love Triangle» и «Ain’t Nobody». В 1996 году её версия «Piece of My Heart» была включена в саундтрек к фильму «Клуб первых жен».
В 1997 году Кинг выпустила еще один хит — кавер песни «I Say a Little Prayer» (первоначально записанной Дайон Уорвик в 1967 году), который звучал в саундтреке к фильму «Свадьба моего лучшего друга» и занял 38 место в Billboard Hot 100 и 8 место в Hot Dance Club Songs.
24 июля 2002 года в Японии вышел её третий альбом Respect, в Великобритании — 17 апреля 2006 году, а в США — 28 апреля 2008 года.
В 2010 году звукозаписывающий лейбл Кинг ThinkLikeAgirL Music Inc. заключил лицензионное соглашение с Warner Music Japan на выпуск её четвёртого альбома Warrior Gurl. Альбом был выпущен в Японии 22 сентября 2010 года.

## Личная жизнь
28 июня 2012 года, Диана Кинг сделала пост в Facebook с заголовком «Да! Я лесбиянка! Я пишу это сейчас не потому, что это чье-то дело, а потому, что так хочется моей душе, и я верю, что, умалчивая или скрывая это все эти годы, создается впечатление, что мне стыдно за это или что я считаю, что это неправильно». 16 декабря 2012 года она была награждена за храбрость премией «Vanguard Award» в Out Music Awards в Лас-Вегасе, штат Невада. Ямайка находится на первых местах списка стран, которые крайне жестоки и нетерпимы к ЛГБТ-сообществам.
В январе 2018 года Кинг объявила, что вышла замуж за свою давнюю подругу, ямайскую скрипачку Миджанн Вебстер.

## Дискография

### Альбомы
- 1995 — Tougher Than Love.
- 1996 — Live.
- 1997 — Think Like a Girl.
- 1998 — Remix Kingdom.
- 2002 — Respect.
- 2011 — AgirLnaMeKING.

### Синглы
- 1994 — Stir it Up.
- 1994 — Love Triangle.
- 1995 — Shy Guy.
- 1995 — Ain’t Nobody.
- 1996 — I’ll Do It (& Nahki).
- 1997 — I Say a Little Prayer.
- 1997 — L-L-Lies.
- 1997 — Find My Way Back.
- 1997 — When We Were Kings (Бриан МакНайт и Диана Кинг).
- 1998 — Rise Up (Jamaica United starring Зигги Марли, Бужу Бантон, Диана Кинг, Шэгги, Макси Прист, Айни Камози, Тутс Хибберт).
- 2002 — Summer Breezin’.